# Isotopes du lanthane

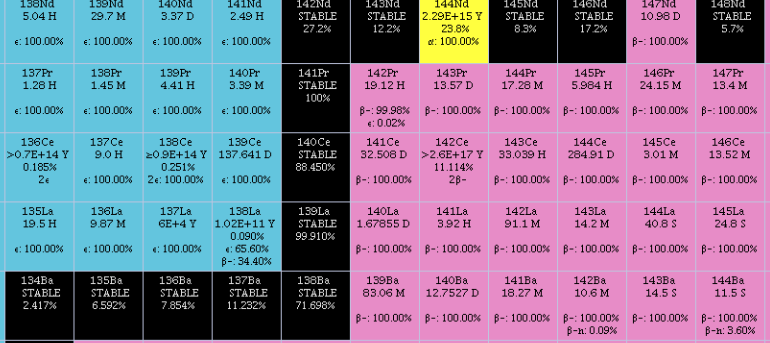
Extrait de la carte des nucléides centré sur le lanthane.

Le lanthane (La, numéro atomique 57) possède 39 isotopes connus, de nombre de masse variant de 117 à 155, ainsi que 12 isomères nucléaires. Seul 139La est stable, faisant du lanthane un élément monoisotopique. Cet isotope co-existe cependant dans la nature avec un radioisotope à longue période, 138La (demi-vie de 102 milliards d'années), ce qui fait que le lanthane n'est pas un élément mononucléidique. On attribue au lanthane une masse atomique standard de 138,905 47(7) u.
Outre 138La, les radioisotopes à plus longue demi-vie sont 137La (600 000 ans) et 140La (1,678 1 jours). Tous les autres isotopes ont une demi-vie inférieure à un jour, et la plupart inférieure à une minute.
Parmi les isomères nucléaires celui à la plus longue demi-vie est 132mLa (24,3 minutes).
Les isotopes les plus légers se désintègrent principalement par émission de positron (désintégration β+) en isotopes du baryum. 137La et 138La font exception, le premier se désintégrant par capture électronique en 137Ba, le second se désintégrant dans un ratio de 2 pour 1 soit par émission de positron en 138Ba, soit par désintégration β− en 138Ce. Les isotopes les plus lourds se désintègrent eux tous par désintégration β− en isotopes du cérium.

## Lanthane naturel
Le lanthane naturel est constitué de l'isotope stable 139La, ultra-majoritaire, et du radioisotope primordial 138La, dont la demi-vie est de 102 milliards d'années (Ga), largement supérieure à l'âge de l'Univers (13,8 Ga).
| Isotope | Abondance (pourcentage molaire) |
| ------- | ------------------------------- |
| 138La   | 0,090 (1) %                     |
| 139La   | 99,910 (1) %                    |

La radioactivité de l'isotope 138La est mise à profit pour dater des échantillons géologiques anciens (datation lanthane-cérium).

## Table des isotopes
| Symbole de l'isotope | Z (p)                | N (n)                | Masse isotopique (u) | Demi-vie          | Mode(s) de désintégration, | Isotope(s)-fils | Spin nucléaire |
| Symbole de l'isotope | Énergie d'excitation | Énergie d'excitation | Énergie d'excitation | Demi-vie          | Mode(s) de désintégration, | Isotope(s)-fils | Spin nucléaire |
| -------------------- | -------------------- | -------------------- | -------------------- | ----------------- | -------------------------- | --------------- | -------------- |
| 117La                | 57                   | 60                   | 116,95007(43)#       | 23,5(26) ms       | β+                         | 117Ba           | (3/2+,3/2−)    |
| 117La                | 57                   | 60                   | 116,95007(43)#       | 23,5(26) ms       | p                          | 116Ba           | (3/2+,3/2−)    |
| 117mLa               | 151(12) keV          | 151(12) keV          | 151(12) keV          | 10(5) ms          |                            |                 | (9/2+)         |
| 118La                | 57                   | 61                   | 117,94673(32)#       | 200# ms           | β+                         | 118Ba           |                |
| 119La                | 57                   | 62                   | 118,94099(43)#       | 1# s              | β+                         | 119Ba           | 11/2−#         |
| 120La                | 57                   | 63                   | 119,93807(54)#       | 2,8(2) s          | β+                         | 120Ba           |                |
| 120La                | 57                   | 63                   | 119,93807(54)#       | 2,8(2) s          | β+, p                      | 119Cs           |                |
| 121La                | 57                   | 64                   | 120,93301(54)#       | 5,3(2) s          | β+                         | 121Ba           | 11/2−#         |
| 121La                | 57                   | 64                   | 120,93301(54)#       | 5,3(2) s          | β+, p                      | 120Cs           | 11/2−#         |
| 122La                | 57                   | 65                   | 121,93071(32)#       | 8,6(5) s          | β+                         | 122Ba           |                |
| 122La                | 57                   | 65                   | 121,93071(32)#       | 8,6(5) s          | β+, p                      | 121Cs           |                |
| 123La                | 57                   | 66                   | 122,92624(21)#       | 17(3) s           | β+                         | 123Ba           | 11/2−#         |
| 124La                | 57                   | 67                   | 123,92457(6)         | 29,21(17) s       | β+                         | 124Ba           | (7−,8−)        |
| 124mLa               | 100(100)# keV        | 100(100)# keV        | 100(100)# keV        | 21(4) s           |                            |                 | low(+#)        |
| 125La                | 57                   | 68                   | 124,920816(28)       | 64,8(12) s        | β+                         | 125Ba           | (11/2−)        |
| 125mLa               | 107,0(10) keV        | 107,0(10) keV        | 107,0(10) keV        | 390(40) ms        |                            |                 | (3/2+)         |
| 126La                | 57                   | 69                   | 125,91951(10)        | 54(2) s           | β+                         | 126Ba           | (5)(+#)        |
| 126mLa               | 210(410) keV         | 210(410) keV         | 210(410) keV         | 20(20) s          |                            |                 | (0−,1−,2−)     |
| 127La                | 57                   | 70                   | 126,916375(28)       | 5,1(1) min        | β+                         | 127Ba           | (11/2−)        |
| 127mLa               | 14,8(12) keV         | 14,8(12) keV         | 14,8(12) keV         | 3,7(4) min        | β+                         | 127Ba           | (3/2+)         |
| 127mLa               | 14,8(12) keV         | 14,8(12) keV         | 14,8(12) keV         | 3,7(4) min        | TI                         | 127La           | (3/2+)         |
| 128La                | 57                   | 71                   | 127,91559(6)         | 5,18(14) min      | β+                         | 128Ba           | (5+)           |
| 128mLa               | 100(100)# keV        | 100(100)# keV        | 100(100)# keV        | <1,4 min          | TI                         | 128La           | (1+,2−)        |
| 129La                | 57                   | 72                   | 128,912693(22)       | 11,6(2) min       | β+                         | 129Ba           | 3/2+           |
| 129mLa               | 172,1(4) keV         | 172,1(4) keV         | 172,1(4) keV         | 560(50) ms        | TI                         | 129La           | 11/2−          |
| 130La                | 57                   | 73                   | 129,912369(28)       | 8,7(1) min        | β+                         | 130Ba           | 3(+)           |
| 131La                | 57                   | 74                   | 130,91007(3)         | 59(2) min         | β+                         | 131Ba           | 3/2+           |
| 131mLa               | 304,52(24) keV       | 304,52(24) keV       | 304,52(24) keV       | 170(10) µs        |                            |                 | 11/2−          |
| 132La                | 57                   | 75                   | 131,91010(4)         | 4,8(2) h          | β+                         | 132Ba           | 2−             |
| 132mLa               | 188,18(11) keV       | 188,18(11) keV       | 188,18(11) keV       | 24,3(5) min       | TI (76%)                   | 132La           | 6−             |
| 132mLa               | 188,18(11) keV       | 188,18(11) keV       | 188,18(11) keV       | 24,3(5) min       | β+ (24%)                   | 132Ba           | 6−             |
| 133La                | 57                   | 76                   | 132,90822(3)         | 3,912(8) h        | β+                         | 133Ba           | 5/2+           |
| 134La                | 57                   | 77                   | 133,908514(21)       | 6,45(16) min      | β+                         | 134Ba           | 1+             |
| 135La                | 57                   | 78                   | 134,906977(11)       | 19,5(2) h         | β+                         | 135Ba           | 5/2+           |
| 136La                | 57                   | 79                   | 135,90764(6)         | 9,87(3) min       | β+                         | 136Ba           | 1+             |
| 136mLa               | 255(9) keV           | 255(9) keV           | 255(9) keV           | 114(3) ms         | TI                         | 136La           | (8)(−#)        |
| 137La                | 57                   | 80                   | 136,906494(14)       | 6(2)×104 a        | CE                         | 137Ba           | 7/2+           |
| 138La                | 57                   | 81                   | 137,907112(4)        | 1,02(1)×1011 a    | β+ (66,4%)                 | 138Ba           | 5+             |
| 138La                | 57                   | 81                   | 137,907112(4)        | 1,02(1)×1011 a    | β− (33,6%)                 | 138Ce           | 5+             |
| 138mLa               | 72,57(3) keV         | 72,57(3) keV         | 72,57(3) keV         | 116(5) ns         |                            |                 | (3)+           |
| 139La                | 57                   | 82                   | 138,9063533(26)      | Stable            | Stable                     | Stable          | 7/2+           |
| 140La                | 57                   | 83                   | 139,9094776(26)      | 1,6781(3) j       | β−                         | 140Ce           | 3−             |
| 141La                | 57                   | 84                   | 140,910962(5)        | 3,92(3) h         | β−                         | 141Ce           | (7/2+)         |
| 142La                | 57                   | 85                   | 141,914079(6)        | 91,1(5) min       | β−                         | 142Ce           | 2−             |
| 143La                | 57                   | 86                   | 142,916063(17)       | 14,2(1) min       | β−                         | 143Ce           | (7/2)+         |
| 144La                | 57                   | 87                   | 143,91960(5)         | 40,8(4) s         | β−                         | 144Ce           | (3−)           |
| 145La                | 57                   | 88                   | 144,92165(10)        | 24,8(20) s        | β−                         | 145Ce           | (5/2+)         |
| 146La                | 57                   | 89                   | 145,92579(8)         | 6,27(10) s        | β− (99,99%)                | 146Ce           | 2−             |
| 146La                | 57                   | 89                   | 145,92579(8)         | 6,27(10) s        | β−, n (0,007%)             | 145Ce           | 2−             |
| 146mLa               | 130(130) keV         | 130(130) keV         | 130(130) keV         | 10,0(1) s         | β−                         | 146Ce           | (6−)           |
| 147La                | 57                   | 90                   | 146,92824(5)         | 4,015(8) s        | β− (99,96%)                | 147Ce           | (5/2+)         |
| 147La                | 57                   | 90                   | 146,92824(5)         | 4,015(8) s        | β−, n (0,04%)              | 146Ce           | (5/2+)         |
| 148La                | 57                   | 91                   | 147,93223(6)         | 1,26(8) s         | β− (99,85%)                | 148Ce           | (2−)           |
| 148La                | 57                   | 91                   | 147,93223(6)         | 1,26(8) s         | β−, n (0,15%)              | 147Ce           | (2−)           |
| 149La                | 57                   | 92                   | 148,93473(34)#       | 1,05(3) s         | β− (98,6%)                 | 149Ce           | 5/2+#          |
| 149La                | 57                   | 92                   | 148,93473(34)#       | 1,05(3) s         | β−, n (1,4%)               | 148Ce           | 5/2+#          |
| 150La                | 57                   | 93                   | 149,93877(43)#       | 510(30) ms        | β− (97,3%)                 | 150Ce           | (3+)           |
| 150La                | 57                   | 93                   | 149,93877(43)#       | 510(30) ms        | β−, n (2,7%)               | 149Ce           | (3+)           |
| 151La                | 57                   | 94                   | 150,94172(43)#       | 300# ms [>300 ns] | β−                         | 151Ce           | 5/2+#          |
| 152La                | 57                   | 95                   | 151,94625(43)#       | 200# ms [>300 ns] | β−                         | 152Ce           |                |
| 153La                | 57                   | 96                   | 152,94962(64)#       | 150# ms [>300 ns] | β−                         | 153Ce           | 5/2+#          |
| 154La                | 57                   | 97                   | 153,95450(64)#       | 100# ms           | β−                         | 154Ce           |                |
| 155La                | 57                   | 98                   | 154,95835(86)#       | 60# ms            | β−                         | 155Ce           | 5/2+#          |

1. ↑  En gras pour les isotopes avec des demi-vies plus grandes que l'âge de l'univers (presque stables).
2. ↑  Abréviations :
CE : capture électronique ;
TI : transition isomérique.
3. ↑  Isotopes stables en gras.
4. ↑  Radionucléide primordial
5. 1 2  Produit de fission
6. ↑  Théoriquement capable de fission spontanée